# Woah Dave!
Woah Dave! est un jeu vidéo de plates-formes développé et édité par Choice Provisions sous le label MiniVisions, sorti à partir de 2014 sur Windows, Mac, Linux, Wii U, PlayStation 4, Nintendo 3DS, PlayStation Vita et iOS.
Il a pour suite Space Dave!.

## Accueil
- Canard PC : 7/10 (iOS)[1]
- Destructoid : 8,5/10 (3DS)[2]
- TouchArcade : 4/5 (iOS)[3]